# Équipe de Guam féminine de football
Cet article traite de l'équipe féminine. Pour l'équipe masculine, voir Équipe de Guam de football.
L'équipe de Guam féminine de football est une sélection des meilleures joueuses guamaniennes sous l'égide de la Fédération de Guam de football.

## Classement FIFA
| Année              | 2003 | 2004 | 2005 | 2006 | 2007 | 2008 | 2009 | 2010 | 2011 | 2012 | 2013 | 2014 | 2015 | 2016 | 2017 | 2018 | 2019 | 2020       | 2021 | 2022 | 2023 | 2024 |
| ------------------ | ---- | ---- | ---- | ---- | ---- | ---- | ---- | ---- | ---- | ---- | ---- | ---- | ---- | ---- | ---- | ---- | ---- | ---------- | ---- | ---- | ---- | ---- |
| Classement mondial | 66   | 69   | 72   | 75   | 78   | 77   | 70   | 82   | 83   | 79   | 76   | 85   | 85   | 77   | 73   | 81   | 80   | Non classé | 97   | 94   | 93   | 98   |

## Parcours dans les compétitions internationales

### Parcours enCoupe du monde
- 1991 : Équipe inexistante
- 1995 : Équipe inexistante
- 1999 : Tour préliminaire
- 2003 : Tour préliminaire
- 2007 : Tour préliminaire
- 2011 : Tour préliminaire
- 2015 : Tour préliminaire
- 2019 : Tour préliminaire
- 2023 : Tour préliminaire
- 2027 : Tour préliminaire
- 2031 : À venir
- 2035 : À venir

### Parcours enChampionnat d'Asie
- 1975 : Équipe inexistante
- 1977 : Équipe inexistante
- 1979 : Équipe inexistante
- 1981 : Équipe inexistante
- 1983 : Équipe inexistante
- 1986 : Équipe inexistante
- 1989 : Équipe inexistante
- 1991 : Équipe inexistante
- 1993 : Équipe inexistante
- 1995 : Équipe inexistante
- 1997 : 1er tour
- 1999 : 1er tour
- 2001 : 1er tour
- 2003 : 1er tour
- 2006 : Tour préliminaire
- 2008 : Non inscrit
- 2010 : Non inscrit
- 2014 : Non inscrit
- 2018 : Non inscrit
- 2022 : Tour préliminaire
- 2026 : Tour préliminaire
- 2029 : À venir

### Parcours enCoupe d'Asie de l'Est
- 2005 : Non inscrit
- 2008 : Tour préliminaire
- 2010 : Tour préliminaire
- 2013 : Tour préliminaire
- 2015 : Tour préliminaire
- 2017 : Tour préliminaire
- 2019 : Tour préliminaire
- 2022 : Ne participe pas
- 2025 : Tour préliminaire

## Effectif actuel

### Match par adversaire
| Date              | Lieu                          | Équipe | Résultat | Adversaire                |
| ----------------- | ----------------------------- | ------ | -------- | ------------------------- |
| 5 décembre 1997   | Chine                         | Guam   | 0-21     | Japon                     |
| 7 décembre 1997   | Chine                         | Guam   | 0-1      | Hong Kong                 |
| 9 décembre 1997   | Chine                         | Guam   | 0-10     | Inde                      |
| 9 novembre 1999   | Philippines                   | Guam   | 0-1      | Chine                     |
| 11 novembre 1999  | Philippines                   | Guam   | 2-0      | Hong Kong                 |
| 13 novembre 1999  | Philippines                   | Guam   | 0-11     | Corée du Sud              |
| 15 novembre 1999  | Philippines                   | Guam   | 0-8      | Kazakhstan                |
| 4 décembre 2001   | Taïwan                        | Guam   | 0-19     | Corée du Nord             |
| 6 décembre 2001   | Taïwan                        | Guam   | 0-2      | Vietnam                   |
| 8 décembre 2001   | Taïwan                        | Guam   | 0-11     | Japon                     |
| 12 décembre 2001  | Taïwan                        | Guam   | 1-2      | Singapour                 |
| 19 avril 2002     | ---                           | Guam   | 0-15     | Japon                     |
| 21 avril 2002     | ---                           | Guam   | 0-6      | Inde                      |
| 23 avril 2002     | ---                           | Guam   | 0-13     | Corée du Sud              |
| 9 juin 2003       | Bangkok Thaïlande             | Guam   | 1-2      | Taipei chinois            |
| 11 juin 2003      | Bangkok Thaïlande             | Guam   | 0-7      | Japon                     |
| 15 juin 2003      | Bangkok Thaïlande             | Guam   | 0-4      | Birmanie                  |
| 17 juin 2003      | Bangkok Thaïlande             | Guam   | 1-2      | Philippines               |
| 30 juin 2003      | ---                           | Guam   | 1-0      | Fidji                     |
| 2 juillet 2003    | ---                           | Guam   | 0-0      | Tonga                     |
| 4 juillet 2003    | ---                           | Guam   | 1-1      | Tahiti                    |
| 7 juillet 2003    | ---                           | Guam   | 1-0      | Vanuatu                   |
| 9 juillet 2003    | ---                           | Guam   | 0-1      | Papouasie-Nouvelle-Guinée |
| 18 avril 2004     | ---                           | Guam   | 0-7      | Corée du Sud              |
| 20 avril 2004     | ---                           | Guam   | 0-9      | Chine                     |
| 22 avril 2004     | ---                           | Guam   | 0-2      | Birmanie                  |
| 26 mai 2004       | ---                           | Guam   | 0-3      | Philippines               |
| 28 mai 2004       | ---                           | Guam   | 0-9      | Corée du Sud              |
| 30 mai 2004       | ---                           | Guam   | 0-8      | Chine                     |
| 1er décembre 2004 | ---                           | Guam   | 0-2      | Singapour                 |
| 12 juin 2005      | Hanoï Vietnam                 | Guam   | 0-10     | Inde                      |
| 16 juin 2005      | Hanoï Vietnam                 | Guam   | 0-11     | Taipei chinois            |
| 1er juillet 2007  | Guam                          | Guam   | 1-2      | Hong Kong                 |
| 3 juillet 2007    | Guam                          | Guam   | 0-5      | Taipei chinois            |
| 5 juillet 2007    | Guam                          | Guam   | 0-6      | Corée du Sud              |
| 22 août 2009      | Tainan Taïwan                 | Guam   | 5-1      | Îles Mariannes du Nord    |
| 24 août 2009      | Tainan Taïwan                 | Guam   | 0-9      | Corée du Sud              |
| 26 août 2009      | Tainan Taïwan                 | Guam   | 0-10     | Taipei chinois            |
| 30 août 2009      | Tainan Taïwan                 | Guam   | 0-1      | Hong Kong                 |
| 31 août 2011      | ---                           | Guam   | 1-1      | Îles Cook                 |
| 2 septembre 2011  | ---                           | Guam   | 1-2      | Fidji                     |
| 5 septembre 2011  | ---                           | Guam   | 0-0      | Tonga                     |
| 17 juillet 2012   | Guam                          | Guam   | 6-0      | Îles Mariannes du Nord    |
| 21 juillet 2012   | Guam                          | Guam   | 3-4      | Hong Kong                 |
| 20 juillet 2014   | Hong Kong                     | Guam   | 7-0      | Îles Mariannes du Nord    |
| 22 juillet 2014   | Kuwahara Japon                | Guam   | 11-0     | Macao                     |
| 12 novembre 2014  | Hsinchu Taïwan                | Guam   | 0-15     | Corée du Sud              |
| 15 novembre 2014  | Hsinchu Taïwan                | Guam   | 0-4      | Taipei chinois            |
| 18 novembre 2014  | Hsinchu Taïwan                | Guam   | 0-3      | Hong Kong                 |
| 29 juin 2016      | Dededo Guam                   | Guam   | 5-0      | Macao                     |
| 3 juillet 2016    | Dededo Guam                   | Guam   | 5-0      | Îles Mariannes du Nord    |
| 8 novembre 2016   | Hong Kong                     | Guam   | 0-13     | Corée du Sud              |
| 11 novembre 2016  | Hong Kong                     | Guam   | 1-8      | Taipei chinois            |
| 14 novembre 2016  | Hong Kong                     | Guam   | 0-1      | Hong Kong                 |
| 3 septembre 2018  | Oulan-Bator Mongolie          | Guam   | 5-0      | Macao                     |
| 5 septembre 2018  | Oulan-Bator Mongolie          | Guam   | 0-1      | Mongolie                  |
| 7 septembre 2018  | Oulan-Bator Mongolie          | Guam   | 0-0      | Îles Mariannes du Nord    |
| 2 décembre 2023   | Zhuhai Chine                  | Guam   | 6-0      | Macao                     |
| 4 décembre 2023   | Zhuhai Chine                  | Guam   | 0-3      | Taipei chinois            |
| 19 février 2024   | Djeddah Arabie saoudite       | Guam   | 3-4      | Liban                     |
| 21 février 2024   | Djeddah Arabie saoudite       | Guam   | 0-3      | Jordanie                  |
| 23 février 2024   | Djeddah Arabie saoudite       | Guam   | 2-0      | Arabie saoudite           |
| 6 avril 2024      | Saipan Îles Mariannes du Nord | Guam   | 3-0      | Îles Mariannes du Nord    |
| 7 avril 2024      | Saipan Îles Mariannes du Nord | Guam   | 2-2      | Îles Mariannes du Nord    |
| 25 juin 2025      | Phnom Penh Cambodge           | Guam   | 0-1      | Cambodge                  |
| 29 juin 2025      | Việt Trì Vietnam              | Guam   | 0-0      | Émirats arabes unis       |
| 2 juillet 2025    | Việt Trì Vietnam              | Guam   | 3-0      | Maldives                  |
| 5 juillet 2025    | Việt Trì Vietnam              | Guam   | 0-4      | Vietnam                   |

### Bilan
| Rang | Équipe | Pts | J  | G  | N | P  | Bp | Bc  | Diff |
| ---- | ------ | --- | -- | -- | - | -- | -- | --- | ---- |
| #    | Guam   | 49  | 70 | 14 | 7 | 47 | 78 | 301 | -223 |

## Sélectionneurs de l'équipe de Guam
Mis à jour le 30 juillet 2025.
| Sélectionneur           | Période        | Matchs | Gagnés | Nuls | Perdus | Gagnés % |
| ----------------------- | -------------- | ------ | ------ | ---- | ------ | -------- |
| Noel Casilao            | 1996-1999      | ?      | ?      | ?    | ?      | ?        |
| Thomas Renfro           | 1999-2004      | ?      | ?      | ?    | ?      | ?        |
| Kim Sang-hoon           | 2004-2009      | 7      | 1      | 0    | 6      | 14,29    |
| Cheri Stewart           | 2010-2011      | ?      | ?      | ?    | ?      | ?        |
| Elias Merfalen          | 2012-2013      | ?      | ?      | ?    | ?      | ?        |
| Kim Sang-hoon           | 2014-2015      | 5      | 2      | 0    | 3      | 40       |
| Belinda Wilson          | 2016-2019      | ?      | ?      | ?    | ?      | ?        |
| Kim Sang-hoon           | 2020-2021      | ?      | ?      | ?    | ?      | ?        |
| Ross Awa                | 2021           | ?      | ?      | ?    | ?      | ?        |
| Sakiko Ogura            | 2021-2022      | ?      | ?      | ?    | ?      | ?        |
| Chyna Ramirez (intérim) | 2022           | ?      | ?      | ?    | ?      | ?        |
| Kristin Thompson        | 2023-2024      | ?      | ?      | ?    | ?      | ?        |
| Kimberly Sherman        | décembre 2024- | ?      | ?      | ?    | ?      | ?        |